# 2022年別爾江斯克港口襲擊
別爾江斯克港口襲擊是烏克蘭軍隊於2022年3月24日，俄羅斯入侵烏克蘭期間對停泊在別爾江斯克港的俄羅斯海軍艦艇發動的襲擊。結果1艘短吻鱷級登陸艦被擊沉，2艘蟾蜍级大型登陆舰受損。

## 背景

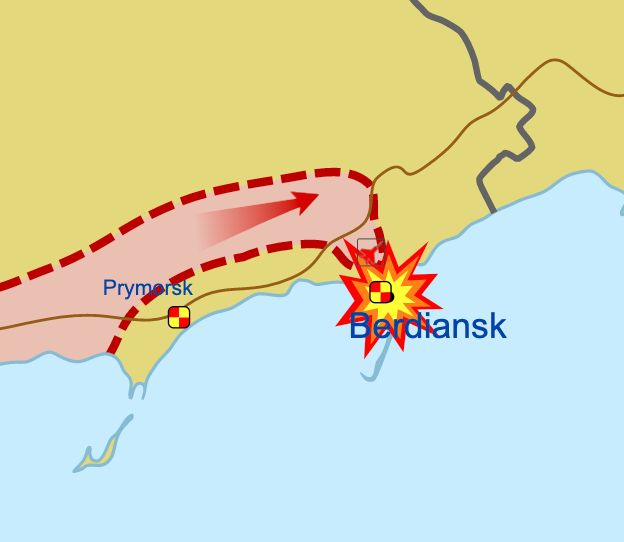
俄軍向別爾江斯克推進

2022年2月24日，在俄羅斯總統普京發表演講之後、稱要對烏克蘭進行「特別軍事行動」後，俄羅斯對烏克蘭發動全面入侵。2月26日，俄羅斯軍隊佔領了別爾江斯克港和別爾江斯克機場；27日，俄羅斯軍隊完全控制了別爾江斯克市。
從3月14日開始，該港口被俄羅斯軍隊用作後勤樞紐，以支持他們在烏克蘭南部的攻勢，特別是對馬里烏波爾的圍城戰。3月21日，俄羅斯國防部官方報紙《紅星報》報道了兩棲運輸船抵達別爾江斯克港的消息，一名俄羅斯海軍軍官形容這是「具有里程碑意義的事件，將為黑海艦隊打開後勤的可能性」。

## 攻擊

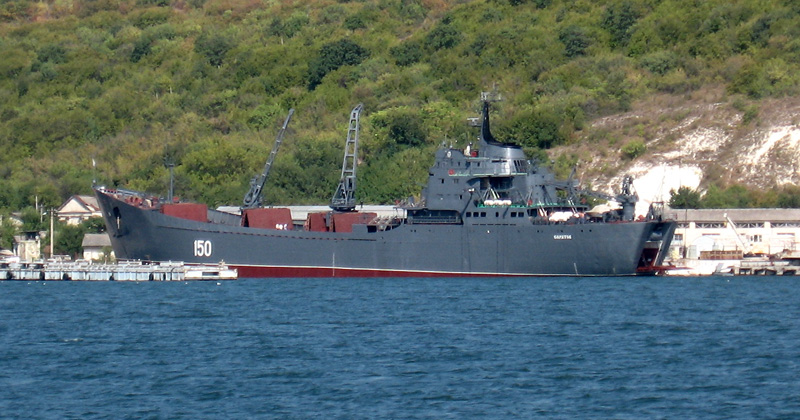
薩拉托夫號（攝於2008年）

2022年3月24日，烏克蘭軍隊獲得情報、俄羅斯的黑海艦隊將派出3艘登陸艦到別爾江斯克港運送彈藥物資，隨即組織OTR-21“圆点”战术弹道导弹對該港口的軍艦進行攻擊。在當天，俄羅斯海軍短吻鱷級登陸艦—薩拉托夫號遭到烏軍導彈襲擊，導致該船發生火災並且爆炸；在旁的兩艘登陸艦，凯撒·库尼科夫号和新切尔卡斯克号也因為爆炸而受損，兩艘受損的登陸艦很快就逃出港口；但是船上的大火持續。另外，還有一艘商船在爆炸中受損。

## 後果
事件中爆炸的薩拉托夫號證實在25日正式沉沒，美國國防部官員和衛星照片均指出該船已經沉沒、只剩下該船的艏樓仍然突出水面。有未經證實的聲稱，在事件中有11名俄羅斯船員死亡、3人受傷。7月3日，薩拉托夫號被重新打撈上岸；俄羅斯軍方聲稱沉沒是因為船員們想避免船上的彈藥因被大火點燃爆炸，因此選擇將其鑿沉。
英國國防部評估稱，俄海軍薩拉托夫號的沉沒將降低俄羅斯海軍在烏克蘭海岸線附近行動的信心。外交雜誌《國家利益》指有軍事專家認為此次襲擊為俄羅斯在侵烏戰爭中的首個重大損失，並且指由於土耳其已經關閉了黑海海峽，因此俄羅斯海軍在地中海的艦隊無法前往黑海來替換在黑海損失的船隻。據美國國防部稱，截至3月31日、俄羅斯海軍在襲擊事件後沒有再使用別爾江斯克港作補給用途、或者停泊軍艦，僅在海上發射導彈襲擊。
凱撒·庫尼科夫號和新切爾卡斯克號隨後均已修復並重新投入使用。 2023年12月26日，新切爾卡斯克號遭烏克蘭軍隊擊沉。2024年2月14日，凱撒·庫尼科夫號遭到烏克蘭國造無人水面載具擊沉。